# Mansfield (Arkansas)
Mansfield – miasto w Stanach Zjednoczonych, w stanie Arkansas, w hrabstwie Scott.